# (33851) 2000 HD33
2000 HD33 (asteroide 33851) é um asteroide da cintura principal. Possui uma excentricidade de 0.12837730 e uma inclinação de 32.78718º.
Este asteroide foi descoberto no dia 29 de abril de 2000 por LINEAR em Socorro.